# Det kom en gäst
Det kom en gäst är en svensk thrillerfilm från 1947 i regi av Arne Mattsson.

## Handling
Handlingen utspelar sig på en gammal herrgård under juldagarna. En morgon hittas gårdens ägare mördad efter att han berättat att herrgården ska säljas.

## Om filmen
Filmen premiärvisades den 3 november 1947 på biograf Skandia i Stockholm. Det kom en gäst är den enda film som Stieg Trenter officiellt står som författare till. Den har visats vid ett flertal tillfällen i SVT och på TV4.

## Rollista i urval
- Sture Lagerwall – Georg Essman, författare
- Karl-Arne Holmsten – Ragnar af Ernstam, agronom
- Erik Berglund – Urban af Ernstam, kansliråd, Ragnars farbror
- Naima Wifstrand – Doris af Ernstam, Ragnars mor
- Gerd Hagman – Christina, Ragnars styvsyster
- Elsie Albiin – Eva, Ragnars syster
- Anita Björk – Siv, veterinärpraktikant
- Ivar Kåge – greve Clemens af Ernstam, Ragnars och Evas far, Urbans bror, Doris make, fideikommissarie
- Erik Hell – Edvin, dräng
- Julia Cæsar – Berta, kokerskan
- Olav Riégo – Henrik Häger, läkare
- Olga Appellöf – fröken Toll
- Peter Lindgren – pastorn
- Mona Eriksson – Marianne

## Musik i filmen
- Domaredansen, sång Erik "Bullen" Berglund
- Staffansvisan (Staffan var en stalledräng), instrumental.
- Hej, tomtegubbar, framförs på fiol av Fritz Johansson
- Räven raskar över isen, instrumental.
- Nu är det jul igen, instrumental.
- Var hälsad, sköna morgonstund (Wie schön leuchtet der Morgenstern), kompositör Philipp Nicolai, svensk text Johan Olof Wallin
- Herre, signe du och råde, kompositör Johann Schop, text Jesper Swedberg
- Wiegenlied/Guten Abend, gut' Nacht .../Des Knaben Wunderhorn (Vaggvisa/Nu i ro slumra in), kompositör Johannes Brahms, svensk text Knut Nyblom, instrumental.
- The Sunshine of Your Smile (Säg mig godnatt), kompositör Lilian Ray, engelsk text 1915 Leonard Cooke svensk text Oscar Ralf, instrumental.

## DVD
Filmen gavs ut på DVD 2016.